# Die Banditen
Die Banditen (Originaltitel: „Les brigands“) ist eine Opéra bouffe von Jacques Offenbach, die 1869 in Paris uraufgeführt wurde. Der Titel müsste eigentlich mit „Die Räuber“ übersetzt werden;  aber vermutlich sollte eine Verwechslung mit Schillers gleichnamigem Schauspiel vermieden werden.

## Inhalt

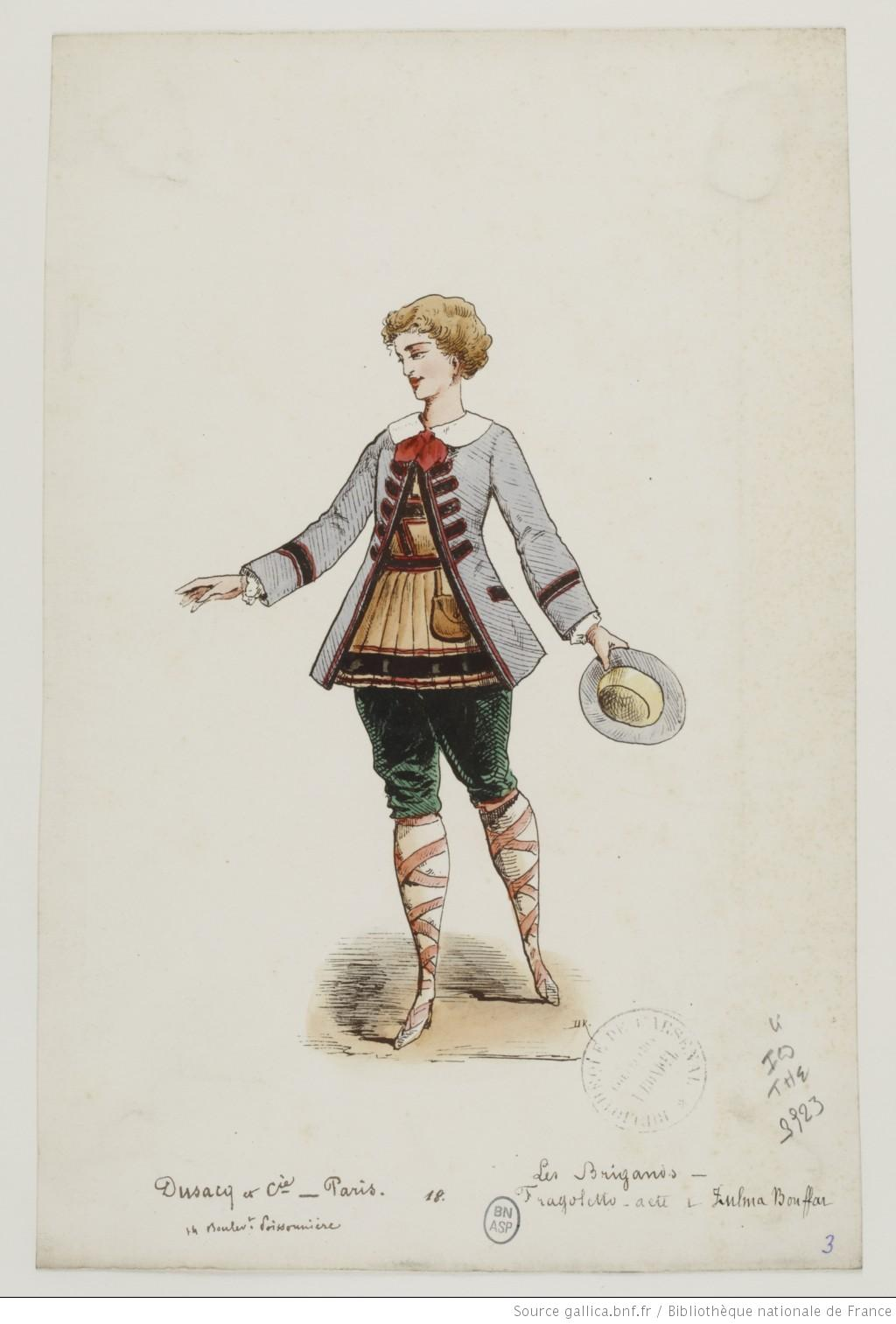
Draner: Zulma Bouffar als Fragoletto

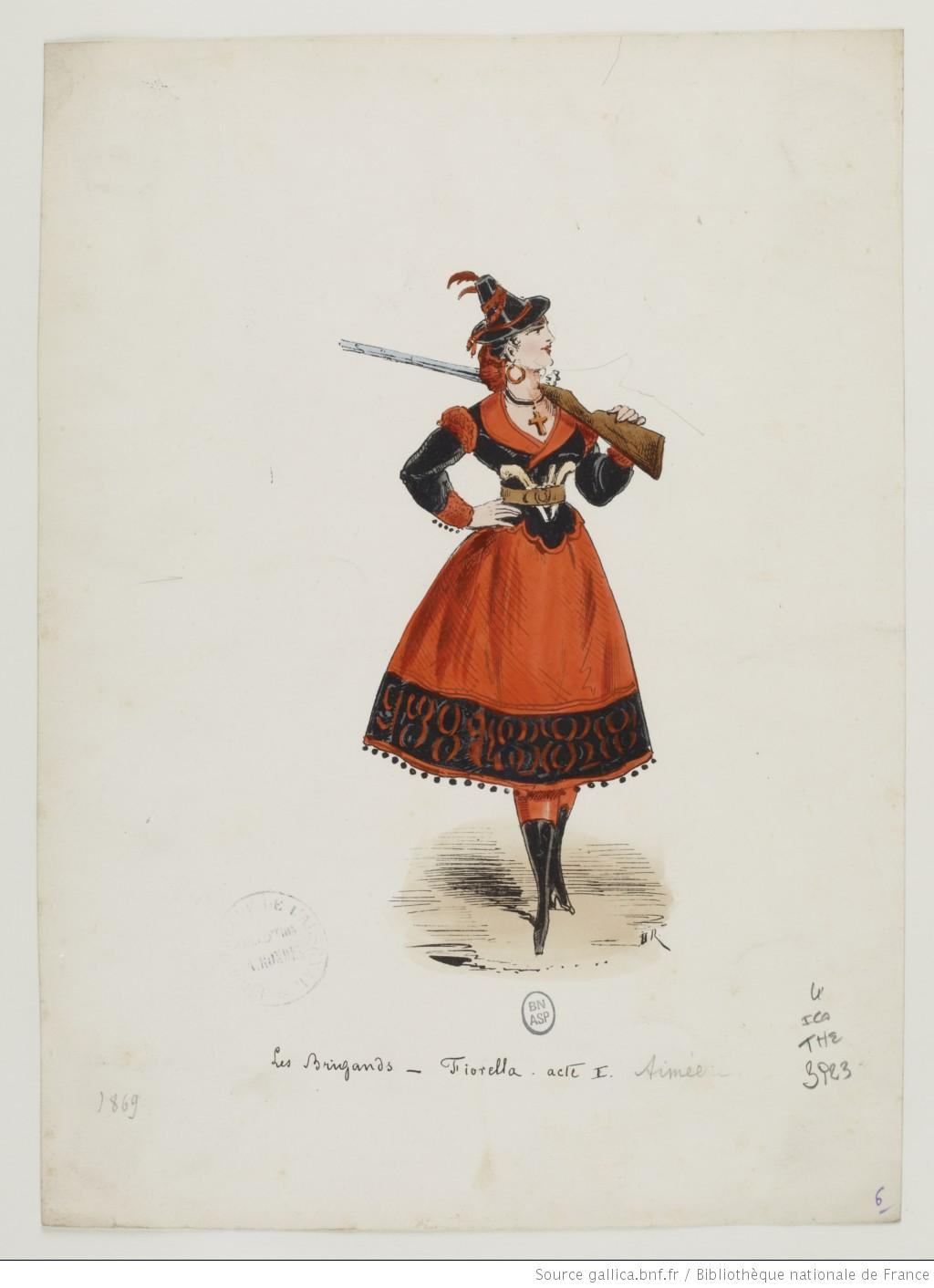
Draner: Fiorella

Im Herzogtum Mantua treiben der Räuberhauptmann Falsacappa und seine Leute (im Original als „bandits“ bezeichnet) ihr Unwesen. Die Stimmung in der Bande ist schlecht: Zwar stellen die herzoglichen Carabinieri keine echte Gefahr dar, da man ihre schweren Stiefel bei den Patrouillen durch die Wälder schon von weitem hört, aber die Beute war in letzter Zeit nur gering. Auch als vor wenigen Tagen Fragolettos Bauernhof geplündert wurde, wurde nur wenig Bargeld erbeutet. Man konnte den Bauern nicht einmal zwecks Eintreibung von Lösegeld entführen, da Falsacappas Tochter Fiorella ihn entkommen ließ, was ihr bei hübschen jungen Männern neuerdings häufig passiert. Diese unprofessionelle Schwäche bereitet ihrem Vater große Sorgen. Da erscheint Fragoletto und bittet ihn um Fiorellas Hand. Da die beiden sich bei dem Überfall ineinander verliebt haben, erlaubt Falsacappa die Heirat unter der Bedingung, dass Fragoletto sein bisheriges Leben aufgibt und sofort seine Eignung als Bandit unter Beweis stellt. Damit Fiorella die Probe nicht manipuliert, muss sie im Lager zurückbleiben. Als ein junger Reisender erscheint, der sich verirrt hat, hat sie wieder einen ihrer unprofessionellen Schwächeanfälle und zeigt ihm den Weg zur Stadt. Fragoletto hingegen hat seine Probe mit Bravour bestanden: Es gelang ihm, einen Kabinettskurier gefangen zu nehmen. Dessen Posttasche enthält ein interessantes Schriftstück: Da der Herzog von Mantua dem Fürsten von Granada fünf Millionen Francs schuldet und die Mitgift der Prinzessin von Granada zwei Millionen beträgt, hat der Herzog beim Fürsten um die Hand seiner Tochter angehalten, um auf diese Weise seine Schulden zu reduzieren. Der Brief kündigt das Eintreffen der Prinzessin in Begleitung des Schatzkanzlers von Granada an – eine Hochzeit werde nur stattfinden, wenn ihm die verbleibenden drei Millionen sofort ausgezahlt würden. Falsacappa beschließt, mit seiner Bande die spanische Reisegesellschaft abzufangen und das Geld selber zu kassieren.
Vor dem Wirtshaus an der Grenze zwischen Italien und Spanien (!) erscheinen Pilger und bitten um milde Gaben. Als man sie ins Haus lässt, entpuppen sie sich als die Banditen, die das Wirtspaar samt Angestellten in den Keller sperren und ihre Rollen einnehmen. Kurz darauf kommt eine Abordnung der Carabinieri, die die zukünftige Fürstin in Empfang nehmen soll. Ihnen tischen die Banditen reichlich Wein auf. Als die spanische Abordnung erscheint, geben sich die Banditen als das Empfangskomitee aus und versuchen, die Spanier zu einer Siesta zu überreden. In deren abgelegten Kleidern wollen sie dann nach Mantua ziehen. Zwar gelingt es dem Wirt in diesem Moment, Alarm zu schlagen, aber da die Carabinieri mittlerweile völlig betrunken sind, können sie Falsacappa und seine Leute nicht daran hindern, den Spaniern die Kleider zu rauben. Die Banditen sperren alle in den Keller des Wirtshauses und ziehen verkleidet nach Mantua.
Der Herzog von Mantua erwartet die Prinzessin in seinem Palast. Er beruhigt seine Hofdamen: die Ehe werde ihn bestimmt nicht daran hindern, sich weiter mit ihnen zu amüsieren. Sein Schatzkanzler Antonio dagegen sieht dem Eintreffen der Spanier mit Bangen entgegen: Um seinen luxuriösen Lebensstil zu finanzieren, hat er Gelder aus der Staatskasse unterschlagen und kann daher die drei Millionen nicht auszahlen. Als die Banditen im Palast eintreffen, erkennt Fiorella in dem Herzog jenen jungen Wanderer, den sie im ersten Akt gerettet hat. Da auch er sie wiedererkennt, beschließt Falsacappa, das Geschäftliche möglichst schnell zu erledigen, und zieht sich mit Antonio zurück. Dieser versucht, den vermeintlichen Kollegen mit den letzten tausend Francs aus der Staatskasse zu bestechen. Falsacappa ist völlig schockiert und beschimpft Antonio (unter anderem als „brigand“; dies ist das einzige Mal, dass im Originallibretto dieser Ausdruck fällt). Empört verlangt die Bande vom Herzog die Bestrafung des Schurken, aber da erscheinen die echten Spanier und die Carabinieri, die sich befreien konnten. Der Herzog ordnet an, die Banditen hinzurichten, aber als Fiorella ihn daran erinnert, dass sie ihm das Leben gerettet hatte, begnadigt er sie alle. Auch Antonio ist zufrieden, da er mit seinem Bestechungsversuch beim spanischen Kollegen sofort Erfolg hatte (spätestens jetzt sollte klar sein, wer eigentlich die Titelhelden dieser Oper sind). Die Banditen beschließen, ihr unprofitables Leben aufzugeben und mit Hilfe von Falsacappas zukünftigem Schwiegersohn von nun an ein bürgerliches Leben zu führen: „Man sollte entsprechend seiner gesellschaftlichen Stellung stehlen.“ (Il faut voler selon la position qu’on occupe dans la société.)

## Stellenwert in Offenbachs Gesamtwerk
Offenbach bezeichnete das Werk als „Opéra bouffe“. Darunter verstand man seit 1850 Operetten auf einem gehobenen Niveau, die vom musikalischen Stil und der Anzahl der Personen den klassischen Opern entsprachen und diese häufig parodierten. Dies gilt auch für dieses Werk. Es beginnt schon bei der Besetzung: Der junge Liebhaber, der traditionell vom Tenor gesungen wird, ist hier eine Hosenrolle; der Tenor dagegen übernimmt die Rolle des Vaters, die gewöhnlich mit Bariton oder Bass besetzt wird. In der Partitur finden sich zahlreiche Beispiele für Offenbachs musikalischen Witz: der Marsch der Carabinieri, der hartnäckig auf dem zweiten Taktschlag betont wird; Fiorellas und Fragolettos lautmalerische Schilderung ihrer geplanten Hochzeit oder das Couplet des mantovanischen Schatzkanzlers, der im Falsett über seinen schwachen Charakter philosophiert. Wie die meisten Werke Offenbachs aus diesen Jahren enthält auch diese Oper zahlreiche satirische Anspielungen auf die politischen Verhältnisse. So erzählt z. B. der  Kapitän der Carabinieri, dass er seinen Posten nur seinem schönen Äußeren verdanke. Den Führern der beiden Abordnungen aus Granada und Mantua muss erst erklärt werden, wo die Grenzen (ihrer Länder) sind, da Politiker dies sonst nicht wissen. Da die Gattin von Napoleon III. aus Spanien stammte, fehlte in kaum einem Werk von Offenbach eine Anspielung darauf. Hier ermahnt der spanische Schatzkanzler die Prinzessin von Granada, in Mantua ihre Herkunft nicht zu vergessen und alle Posten bei Hof ihren ehemaligen Landsleuten zuzuschanzen. Der dritte Akt beginnt mit einem längeren Dialog zwischen dem Herzog, seinem Schatzkanzler und den Hofdamen, in dem die Habgier und Korrumpierbarkeit aller Beteiligten deutlich wird. Es gibt auch einige Anspielungen auf den zeitgenössischen Skandal um den Bankier Jules Mirès: einer von Falsacappas Leuten war früher Bankier und hat den Beruf gewechselt, da er seinen Verdienst verbessern wollte. Er muss jedoch feststellen, dass dies nicht geklappt hat. Durch diese musikalischen und textlichen Vorzüge zählt „Les brigands“ zu Offenbachs besten Werken.

## Rezeptionsgeschichte
„Les brigands“ ist Offenbachs letzte abendfüllende Opéra bouffe. Obwohl sie zunächst mit Beifall aufgenommen wurde, verschwand sie mit Beginn des Deutsch-Französischen Kriegs vom Spielplan. Zu Zeiten nationalen Notstands wollte man keine Opern, die von schwachen und korrupten Staatsdienern handeln – schon gar nicht von einem aus Deutschland stammenden Komponisten. Nach Frankreichs  Niederlage konnte Offenbach an seinen früheren künstlerischen Erfolg nicht mehr anknüpfen. Dies wirkte sich insbesondere auf dieses Werk aus, das nie den Bekanntheitsgrad seiner Vorgänger erreichte. Jedoch gibt es noch heute in Frankreich die Redewendung „arriver comme les carabiniers d’Offenbach“. In Deutschland wurde das Werk erst in der um 1920 entstandenen Übersetzung von Karl Kraus öfter gespielt.

## Diskographie
Die mangelnde Bekanntheit des Werkes wirkt sich auch auf die Zahl der Einspielungen aus – von „Les brigands“ gibt es nur drei Gesamtaufnahmen auf CD:
- In der Originalsprache unter der Leitung von John Eliot Gardiner. Die einzige Aufnahme, die keine einschneidenden Änderungen der Partitur enthält.
- Auf Englisch unter der Leitung von J. Lynn Thompson. Fragoletto wird von einem Tenor gesungen, bei mehreren Stücken werden die Wiederholungen nicht ausgeführt.
- Auf Deutsch unter der Leitung von Pinchas Steinberg. Es fehlen mehrere Gesangsstücke, sämtliche Zwischenspiele und Dialoge. Fragoletto ist auch hier ein Tenor.